# Diplocephalus hungaricus
Diplocephalus hungaricus es una especie de araña araneomorfa del género Diplocephalus, familia Linyphiidae, orden Araneae. La especie fue descrita científicamente por Kulczyński en 1915.

## Descripción
El prosoma mide 1,15 milímetros de longitud.

## Distribución
Se distribuye por Hungría.